# Дьюла Горн
Дьюла Горн (Дюла Хорн) (угор. Horn Gyula; 5 липня 1932, Будапешт, Угорщина — 19 червня 2013, Будапешт, Угорщина) — угорський державний і політичний діяч.

## Біографія
Народився 5 липня 1932 року в місті Будапешт, (Угорщина). Закінчив Ростовський фінансово-економічний інститут. Під час Угорського повстання 1956 року брав участь в pufajkás — добровільних формуваннях, які допомагали радянським військам у придушенні повстання. Працював у міністерствах фінансів і закордонних справ, в посольствах Угорщини в Болгарії і Югославії.
З 1985 — заступник міністра закордонних справ Угорщини.
З 1988 по 1990 — міністр закордонних справ Угорщини в кабінеті Міклоша Немета; світове визнання отримав відкриттям «залізної завіси».
У 1989 — один із засновників Угорської соціалістичної партії на базі Угорської соціалістичної робочої партії.
У 1994 по 1998 — Прем'єр-міністр в коаліційному уряді соціалістів і Альянсу вільних демократів. Провів економічну реформу в Угорщині, відому як «план Бокроша» (автор реформи Лайош Бокрош, що передбачала девальвацію форинту, скорочення соціальних виплат, введення податку на імпорт. Не дивлячись на успішну стабілізацію макроекономічних показників (дефіцит бюджету скоротився з 9,6 % до 3,8 %, зовнішньоторговий баланс — з 9,4 % до 3,8 %, популярність Горна і УСП впала через падіння реального обсягу заробітної плати, що призвело до поразки соціалістів на парламентських виборах 1998 року.